# فورمنترا دل سگورا

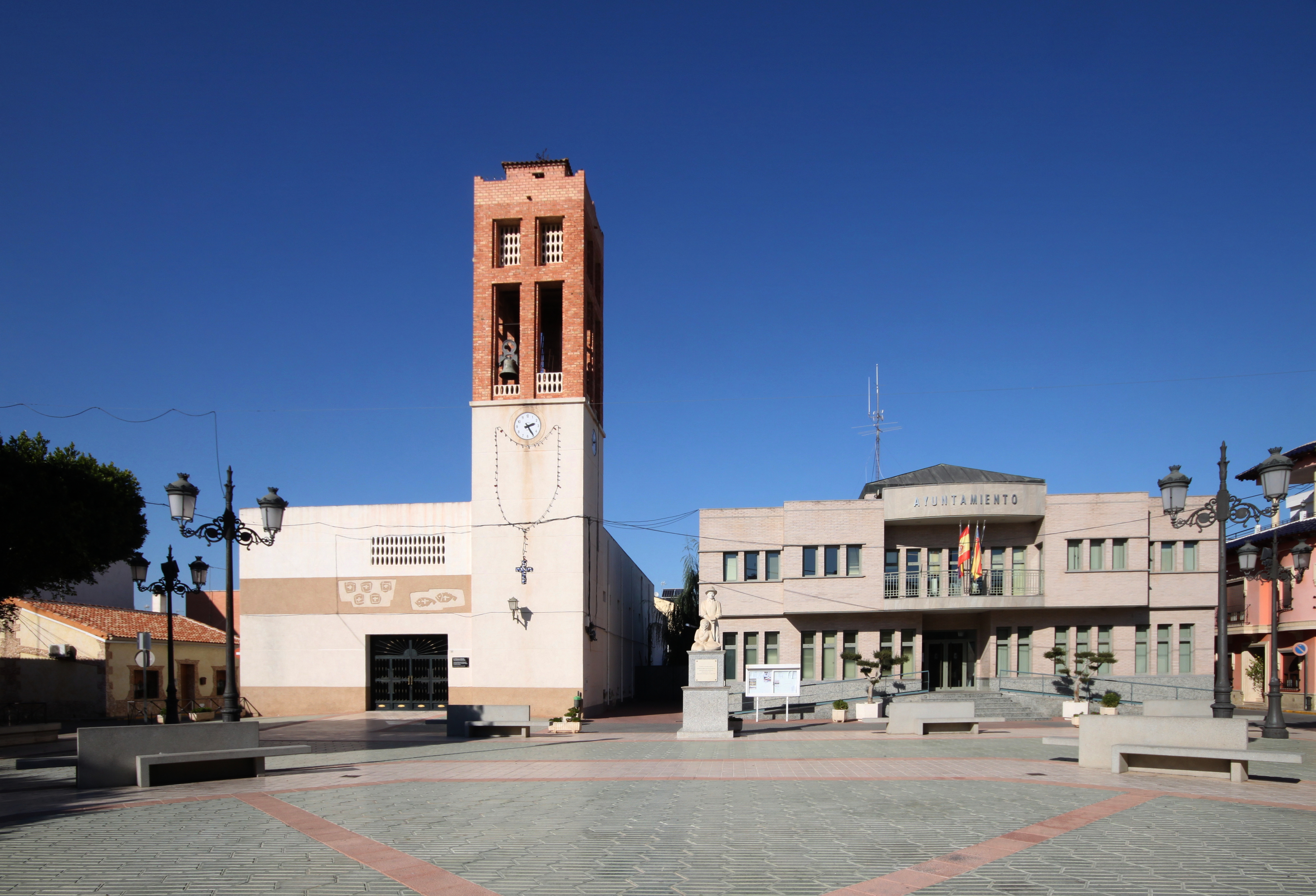
نمایی از دهستان فورمِنتِرا دِل سِگورا در آلیکانتهٔ اسپانیا - ۲۰۱۷

فورمِنتِرا دِل سِگورا (به اسپانیایی: Formentera del Segura) دهستانی در استان آلیکانتهٔ اسپانیا است.
در این دهستان ۴٫۳۸۹ نفر زندگی می‌کنند. مساحت این دهستان ۴٫۴۰ کیلومتر مربع است.